# Castnia
Castnia is een geslacht van vlinders van de familie Castniidae, uit de onderfamilie Castniinae.

## Soorten
- C. estherae J.Y. Miller, 1976
- C. eudesmia Gray, 1838
- C. fernandezi J. González, 1992
- C. invaria Walker, 1854
- C. juturna Hopffer, 1856
- C. lecerfi Dalla Torre, 1913